# 小牙美體鰻
小牙美體鰻，又稱小牙錐體糯鰻（學名：Ariosoma coquettei），為輻鰭魚綱鰻鱺目糯鰻科的其中一個種，由David G. Smith和Robert H. Kanazawa於1977年描述，分布於中西大西洋南美洲北部海域，深度可達75公尺，體長可達28.1公分，為底棲性魚類，生活習性不明。